# Chlorocalymma
Chlorocalymma là một chi thực vật có hoa trong họ Hòa thảo (Poaceae).

## Loài
Chi Chlorocalymma gồm các loài: